# 索托鱷屬
索托鱷屬（學名：Stolokrosuchus）是鱷形超目新鱷類的一屬，生存於白堊紀早期的非洲。
化石發現於尼日，只有一個頭顱骨，口鼻部長而薄，前額骨有骨質瘤。在2000年，漢斯·拉森（Hans Larsson）等人將這個頭顱骨進行敘述、命名，模式種是拉氏索托鱷（S. lapparenti）。當時被認為屬於佩羅鱷科，或者是佩羅鱷科的近親。之後研究發現索托鱷是埃羅鱷科的近親。近年研究發現索托鱷是最原始的新鱷類之一，是埃羅鱷的遠親；而埃羅鱷本身屬於埃羅鱷科或大頭鱷科。